# 自由爵士乐
自由爵士（英語：free jazz）是爵士音乐的一种音乐形式，最早见于1950年代至1960年代，是最具争议性的音乐形式之一。当时自由爵士乐手们极尽所能去改变、延展、解离爵士乐的音乐传统，变更固定的和弦变化方式或节拍速度。由于自由爵士音乐表演强调集体的即兴独奏，而且没有固定规律，因此对比常见的音乐，其结构非常杂乱，没有得到大多数爵士音乐家的认可。大部分都在表达着1940年代至1960年代期间发展出的咆勃爵士樂、硬博普樂、冷爵士乐和莫達爾爵士樂的不满。此外，自由爵士乐常常被认为是前卫运动的一部分。